# جامعة دامغان
جامعة دامغان هي إحدى الجامعات الحكومية في إيران، تقع في شمال غرب مقاطعة دامغان. تأسست هذه الجامعة في عام 1988 بتمويل عام، وكان محمدمسعود منصوری مؤسسها ورئيسها.

## التاريخ

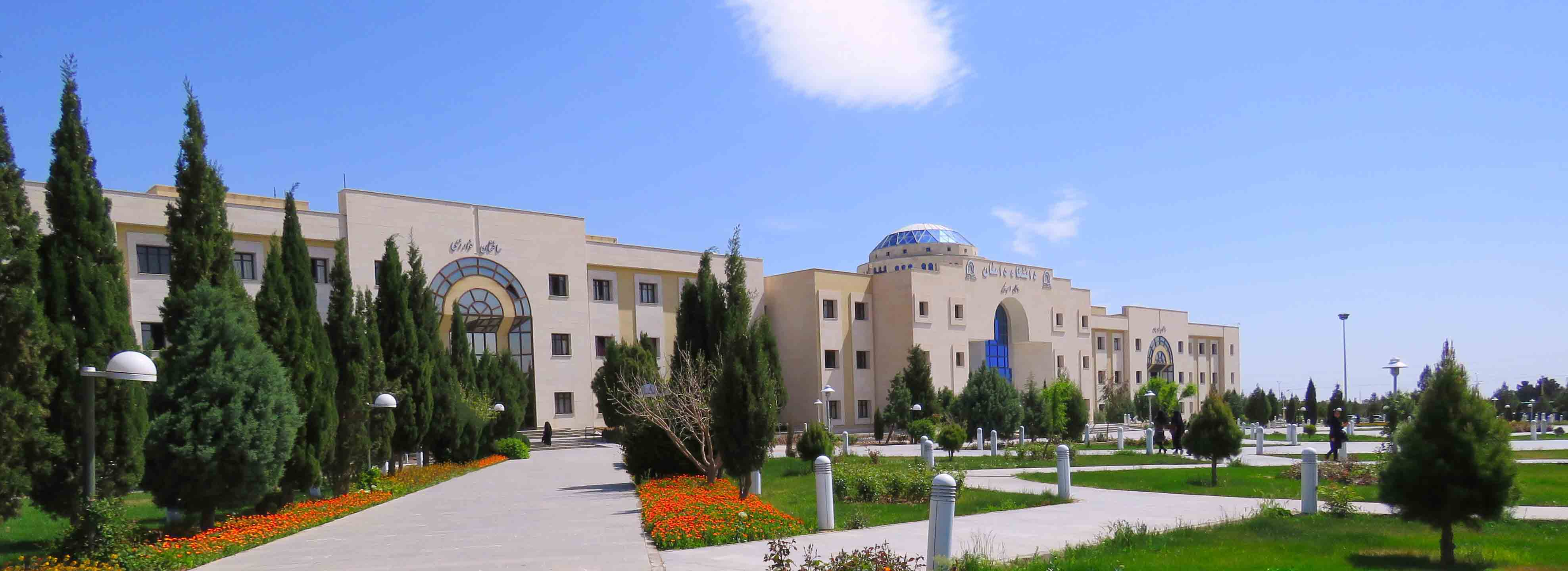
جامعة دامغان

تأسست جامعة دامغان، التي حملت في البداية اسم "مدرسة دامغان للعلوم الأساسية"، عام 1988 بتمويل عام، وكان محمد مسعود منصوری مؤسسها. بدأت الأنشطة الأكاديمية للمدرسة بعد أربع سنوات، في عام 1992، مع التحاق 35 طالبًا في مرحلة البكالوريوس في تخصص الجيولوجيا. تمت إضافة المزيد من التخصصات في مراحل البكالوريوس والماجستير والدكتوراه تدريجيًا على مر السنين، ومنها تدريس الرياضيات، الرياضيات التطبيقية، الرياضيات البحتة، الكيمياء، الفيزياء، الأحياء العامة، وعلوم الحاسوب. تمت الموافقة على ترقية "مدرسة دامغان للعلوم الأساسية" إلى "جامعة دامغان للعلوم الأساسية" من قبل مجلس تطوير التعليم العالي في 10 سبتمبر 2002.
تمت ترقية جامعة دامغان للعلوم الأساسية لاحقًا إلى جامعة دامغان في 25 أبريل 2010 بعد موافقة مجلس تطوير التعليم العالي. وبموجب هذه الترقية، تم وضع خطة لإنشاء ثلاث كليات جديدة في مجالات الهندسة، والفنون، والعلوم الإنسانية. تضم جامعة دامغان اليوم ثماني كليات، وهي: كلية علوم الأرض، كلية الكيمياء، كلية الفيزياء، كلية الأحياء، كلية العلوم الإنسانية، كلية الهندسة، وكلية الفنون. وتضم الجامعة 172 عضوًا من أعضاء هيئة التدريس، و5,423 طالبًا في مراحل البكالوريوس والماجستير والدكتوراه، كما توفر 68 تخصصًا رئيسيًا وفرعيًا.
تُصنَّف جامعة دامغان وفقًا لنظام التعليم العالي في إيران ضمن الجامعات الحكومية، حيث تحصل على الجزء الأكبر من ميزانيتها من التمويل الحكومي. ونتيجة لذلك، تتم عملية القبول – كما هو الحال في أي جامعة حكومية في إيران – عبر الاختبار الوطني للقبول الجامعي الذي يُجرى مرتين سنويًا.

## الكليات

### كلية علوم الأرض
تشكّلت كلية علوم الأرض كأول برنامج تعليمي عند تأسيس جامعة دامغان. وقد بدأت الكلية، التي كانت تُعرف سابقًا باسم قسم الجيولوجيا، أنشطتها رسميًا مع التحاق 35 طالبًا. وعلى الرغم من أن التركيز الأساسي للكلية كان على تخصص الجيولوجيا البحتة، فقد تم إضافة تخصص الجيولوجيا التطبيقية في عام 2008. ومع ذلك، توقف القبول في هذا التخصص عام 2012 ليتم استبداله بتخصص علم شكل الأرض. تضم الكلية حاليًا 21 عضو هيئة تدريس، منهم 14 أستاذ مساعد و7 أستاذ مشارك، بالإضافة إلى 255 طالبًا، يشملون 35 طالب ماجستير و230 طالب بكالوريوس. كما تضم الكلية مجموعة من المختبرات وورش العمل المتخصصة في مجالات علم الرواسب، والجيولوجيا البنيوية التجريبية]]، والإدراجات السائلة، وعلم وصف طبقات الأرض
يمكن للطلاب حاليًا الالتحاق بالتخصصات التالية:

### كلية الرياضيات وعلوم الحاسوب
بدأت كلية الرياضيات وعلوم الحاسوب بجامعة دامغان أنشطتها رسميًا تحت مسمى "كلية الرياضيات" في عام 1994، حيث تم قبول الطلاب في تخصصي الرياضيات التطبيقية وتدريس الرياضيات. وفي عام 1999، تم قبول أول دفعة من طلاب البكالوريوس في تخصص الرياضيات البحتة، بينما بدأ طلاب الماجستير دراستهم في عام 2000. كما تم إطلاق كلية علوم الحاسوب في نفس العام، مما أدى إلى إنشاء كلية الرياضيات وعلوم الحاسوب التي تجمع بين كليتي الرياضيات وعلوم الحاسوب. وتضم الكلية حاليًا 26 عضو هيئة تدريس، منهم 1 أستاذ، و6 أساتذة مشاركين، و17 أستاذًا مساعدًا، و2 من المحاضرين.
يمكن للطلاب حاليًا الالتحاق بالتخصصات التالية:
بدأت كلية الرياضيات وعلوم الحاسوب بجامعة دامغان أنشطتها رسميًا تحت مسمى "كلية الرياضيات" في عام 1994، حيث تم قبول الطلاب في تخصصي الرياضيات التطبيقية وتدريس الرياضيات. وفي عام 1999، تم قبول أول دفعة من طلاب البكالوريوس في تخصص الرياضيات البحتة، بينما بدأ طلاب الماجستير دراستهم في عام 2000. كما تم إطلاق كلية علوم الحاسوب في نفس العام، مما أدى إلى إنشاء كلية الرياضيات وعلوم الحاسوب التي تجمع بين كليتي الرياضيات وعلوم الحاسوب. وتضم الكلية حاليًا 26 عضو هيئة تدريس، منهم 1 أستاذ، و6 أساتذة مشاركين، و17 أستاذًا مساعدًا، و2 من المحاضرين.
يمكن للطلاب حاليًا الالتحاق بالتخصصات التالية:

### كلية الكيمياء
تأسست كلية الكيمياء بجامعة دامغان عام 1994، وبدأت برنامجها الأول في مرحلة البكالوريوس في تخصص الكيمياء البحتة. وتقدم الكلية حاليًا تخصصين في مرحلة التعليم الجامعي وهما الكيمياء البحتة والكيمياء التطبيقية، إلى جانب 6 برامج الدراسات العليا في الكيمياء التحليلية، والكيمياء الفيزيائية، والكيمياء العضوية، والكيمياء غير العضوية، والكيمياء التطبيقية، وكيمياء البوليمرات. كما توفر الكلية 4 برامج دكتوراه في الكيمياء التحليلية، والكيمياء الفيزيائية، والكيمياء العضوية، والكيمياء غير العضوية. وتضم الكلية 23 عضو هيئة تدريس، منهم 10 أساتذة مشاركين، و4 أساتذة مساعدين، و4 أساتذة.
تضم كلية الكيمياء الأقسام التالية:

وتشمل الكلية مختبرات تعليمية وبحثية، مثل مختبرات التحليل الطيفي ICP وFT-IR، بالإضافة إلى مختبرات البحث الحراري والتحليل العنصري.

## المرافق

### المرافق الأكاديمية

#### مركز الحاضنات
تأسس مركز الحاضنات في جامعة دامغان عام 2022 كمكتب اقتصادي يهدف إلى دعم الشركات الناشئة ذات الطابع الريادي من خلال توفير التسهيلات العامة والإجراءات الإدارية اللازمة.

#### المكتبة
تأسست المكتبة المركزية لجامعة دامغان عام 1989 بالتزامن مع إطلاق برنامج الجيولوجيا في الجامعة. بدأت المكتبة نشاطها بمجموعة تضم أكثر من ثلاثة آلاف كتاب وعشرة عناوين دوريات باللغتين الفارسية واللاتينية. وفي عام 2009، بدأ مشروع إنشاء مبنى جديد للمكتبة المركزية يتمتع بخصائص محسنة، وقد تم افتتاح الموقع الجديد بحضور وزير العلوم والبحث والتكنولوجيا آنذاك، الدكتور كامران دانشجو.
اعتبارًا من نهاية مايو 2022، جمعت المكتبة المركزية لجامعة دامغان مجموعة تضم أكثر من 61,240 كتابًا فارسيًا، و9,000 كتاب لاتيني، و250 عنوانًا من الدوريات العلمية باللغتين الفارسية واللاتينية، بالإضافة إلى 2,170 عنوانًا من الرسائل الجامعية المتاحة بصيغتيها الإلكترونية والمطبوعة.

#### مركز الابتكار في الفستق
يعد مركز الابتكار في الفستق بمدينة دامغان، والذي تشرف عليه جامعة دامغان، أول مركز متخصص يغطي دورة حياة زراعة الفستق كاملةً، بدءًا من الغرس والرعاية، مرورًا بعمليات الحصاد، وانتهاءً بالمعالجة والبحث العلمي المتقدم.
يتجاوز المركز مهمته الأساسية في الزراعة ليشمل مجالات أخرى مثل تقنيات المعالجة التي تعزز الجودة وإطالة العمر التخزيني، والبحوث الصحية التي تبرز الفوائد الغذائية للفستق، إلى جانب مبادرات السياحة الصناعية والتراث الثقافي التي تحتفي بصناعة الفستق في المنطقة.
كما يولي المركز اهتمامًا بتطوير استراتيجيات التسويق والمبيعات لتعزيز الحضور السوقي لمنتجات الفستق محليًا ودوليًا. إضافةً إلى ذلك، يتبنى المركز ممارسات مستدامة ويجري أبحاثًا حول أساليب الزراعة الصديقة للبيئة للحد من التأثيرات البيئية والحفاظ على الموارد الطبيعية.

#### معهد العلوم البيولوجية
حصل معهد العلوم البيولوجية في جامعة دامغان على موافقة مجلس تطوير التعليم العالي في 2 يوليو 2011. يضم المعهد أربع مجموعات بحثية متخصصة: مجموعة أبحاث البيولوجيا الخلوية والجزيئية، ومجموعة أبحاث الفسيولوجيا، ومجموعة أبحاث علوم النبات، ومجموعة أبحاث الكيمياء الحيوية.
يهدف المعهد إلى تنفيذ مشاريع بحثية تطبيقية قائمة على الطلب في مجالات البيولوجيا والطب التجديدي، بما في ذلك بيولوجيا الخلايا الجذعية، وعلوم الأعصاب، والطب العشبي.

### المرافق الطلابية
تقع غالبية مساكن الطلاب داخل الحرم الجامعي. توفر الجامعة خمس وحدات سكنية للطالبات ووحدتين للطلاب الذكور، مما يتيح الإقامة لأكثر من 1500 طالب.

## المنشورات
تتولى دار نشر جامعة دامغان مسؤولية إصدار الكتب والمجلات العلمية المكرسة لنشر أحدث الأبحاث التي يجريها أعضاء هيئة التدريس. اعتبارًا من فبراير 2024، نشرت دار نشر جامعة دامغان أكثر من 70 عنوانًا تغطي مجموعة واسعة من الموضوعات في مجالات الجيولوجيا، والرياضيات وعلوم الحاسوب، والعلوم الأساسية، والآداب والعلوم الإنسانية.

### المجلات العلمية
تتولى دار نشر جامعة دامغان مسؤولية إصدار المقالات في المجلات الأكاديمية التابعة للجامعة. فيما يلي قائمة بالمجلات العلمية التي تنشرها حاليًا:
1. التحليل العالمي والرياضيات المتقطعة
2. المجلة الإيرانية لعلم الفلك والفيزياء الفلكية
3. مجلة تطبيقات التصوير الهولوغرافي في الفيزياء
4. مجلة مغناطيسية النانو
5. مجلة محاكاة النانو
6. مجلة أبحاث علم الأحياء العصبي
7. آفاق كيمياء المواد

## التكريم والإنجازات
احتلال المرتبة الثامنة بين مؤسسات التعليم العالي الرائدة في إيران وفقًا لتصنيف مؤشر نيتشر لعام 2023.

## قبول الطلاب الدوليين
الحصول على إذن لقبول الطلاب الدوليين من وزارة العلوم والبحوث والتكنولوجيا في عام 2023. يشكّل الطلاب القادمون من العراق الأغلبية بين هؤلاء الطلاب.